# Kościół Matki Bożej Nieustającej Pomocy w Krakowie (ul. Księcia Józefa)
Kościół Matki Bożej Nieustającej Pomocy – kościół rzymskokatolicki znajdujący się w Krakowie, w dzielnicy VII Zwierzyniec przy ul. Księcia Józefa 176, w Bielanach. Posługę pełnią księża diecezjalni.

## Historia
Potrzeba wybudowania kościoła na Bielanach pojawiła się na początku lat 80. w związku z rosnącą liczbą mieszkańców osiedla, niską dostępnością kościoła kamedułów ze względu na ich surową regułę, a także dużą odległością do najbliższego ogólnodostępnego kościoła na Przegorzałach. Świątynia została wybudowana w latach 1986–1988 w stylu postmodernistycznym według projektu architekta Stanisława Wasilewskiego. W 1994 r. kard. Franciszek Macharski dokonał jej konsekracji. W założeniach projektanta kształt fasady kościoła miał symbolizować dłonie złożone w modlitwie. W kościele znajduje się wierna kopia obrazu bł. Bronisławy z kościoła Norbertanek na Salwatorze.

## Źródła
- Bielany – Kościół Matki Bożej Nieustającej Pomocy